# Зайцев, Евгений Николаевич (боксёр)
Евгений Николаевич Зайцев (род. 16 февраля 1965, Джамбул, Казахская ССР) — советский боксёр, призёр Спартакиады народов СССР (1986), чемпион СССР (1988), участник Олимпийских игр (1988). Мастер спорта СССР международного класса.

## Биография
Евгений Зайцев родился 16 февраля 1965 года в Джамбуле. Начал заниматься боксом в возрасте 13 лет. Тренировался под руководством Серика Толейбаева и Александра Аникина.
В 1986 году был чемпионом СССР среди молодёжи и серебряным призёром IX Спартакиады народов СССР. В 1988 году стал чемпионом СССР и благодаря этому успеху вошёл в состав сборной СССР на Олимпийских играх в Сеуле. По ходу олимпийского турнира выиграл два боя у боксёров с Ямайки и из Буркина-Фасо, но в четвертьфинале проиграл будущему абсолютному чемпиону мира среди профессионалов Рою Джонсу (США).
В 1990—1992 годах Евгений Зайцев выступал на профессиональном ринге. После завершения своей спортивной карьеры перешёл на работу в коммерческие структуры.